# Já Baryk
Já Baryk je český animovaný televizní seriál z roku 2002 poprvé vysílaný v rámci večerníčku v dubnu téhož roku.
Knížku již v roce 1977 napsal spisovatel František Nepil, kterou do scénáře zpracoval Edgar Dutka. Režie se ujal Jiří Kubíček. Kameru obstaral Zdeněk Kovář. Na seriálu se jako výtvarník podílel Adolf Born. Seriál namluvil František Nepil. Hudbu připravil Petr Skoumal. Bylo natočeno 12 epizod, délka se pohybovala v rozmezí od 8 do 9 minut.

## Synopse
Hlavním hrdinou je hodný pes Baryk, který prožívá dvanáct příběhů s různými zvířátky během všech dvanácti kalendářních měsíců v roce…

## Seznam dílů
1. Já Baryk a moje sýkorky
2. Já Baryk a můj zajíc
3. Já Baryk a můj ježek
4. Já Baryk a můj čáp
5. Já Baryk a můj šnek
6. Já Baryk a můj slepýš
7. Já Baryk a můj krtek
8. Já Baryk a moje žába
9. Já Baryk a moje vlaštovka
10. Já Baryk a můj srnec
11. Já Baryk a můj bažant
12. Já Baryk a moje vrána

## Další tvůrci
- Animace: Petr Fašianok, Elena Kosová, Miroslav Walter, Radek Růžička, Jakub Sršeň, Jaroslava Havettová, Vit Pancíř
- Výtvarník: Adolf Born